# Samuel Kolega
Samuel Kolega (Ulma, 15 gennaio 1999) è uno sciatore alpino croato.

## Biografia
Originario di Zagabria, fratello di Elias, a sua volta sciatore alpino, e attivo in gare FIS dal novembre 2015, Kolega ha esordito in Coppa Europa il 5 dicembre 2017 a Fjätervålen in slalom speciale (52º), in Coppa del Mondo il 5 marzo 2016 a Kranjska Gora in slalom gigante, senza completare la prova, ai Campionati mondiali a Sankt Moritz 2017, dove non ha completato lo slalom gigante, e ai Giochi olimpici invernali a Pyeongchang 2018, dove si è classificato 37º nello slalom gigante. Ai Mondiali di Åre 2019 è arrivato 38º nello slalom gigante e a quelli di Cortina d'Ampezzo 2021 non ha completato né lo slalom gigante né lo slalom speciale; ai XXIV Giochi olimpici invernali di Pechino 2022 si è piazzato 21º nello slalom gigante e 15º nello slalom speciale e ai Mondiali di Courchevel/Méribel 2023 è stato 34º nello slalom speciale. L'8 gennaio 2025 ha conquistato a Madonna di Campiglio nella medesima specialità il primo podio in Coppa del Mondo (3º) e ai successivi Mondiali di Saalbach-Hinterglemm 2025 si è classificato 10º nello slalom speciale.

## Palmarès

### Coppa del Mondo
- Miglior piazzamento in classifica generale: 41º nel 2025
- 1 podio:
  - 1 terzo posto

### Coppa Europa
- Miglior piazzamento in classifica generale: 160º nel 2020

### Campionati croati
- 4 medaglie:
  - 2 ori (slalom speciale nel 2022; slalom speciale nel 2025)
  - 1 argento (slalom gigante nel 2022)
  - 1 bronzo (slalom gigante nel 2021)